# Tallium-halogenidek
A tallium-halogenidek a talliumnak halogénekkel alkotott vegyületei. Ezek lehetnek monohalogenidek – melyekben a tallium oxidációs száma +1 –, trihalogenidek, melyekben a tallium oxidációs száma +3, és átmeneti halogenidek, melyekben +1 és +3 oxidációs számú talliumion is található. A tallium-bromid-jodidot használják ablakok, lencsék és szűrők, optikai eszközök infravörös kamerák és infravörös spektrométerek gyártásánál. Továbbá használják az ATR spektroszkópiában.[forrás?]

## Monohalogenidek

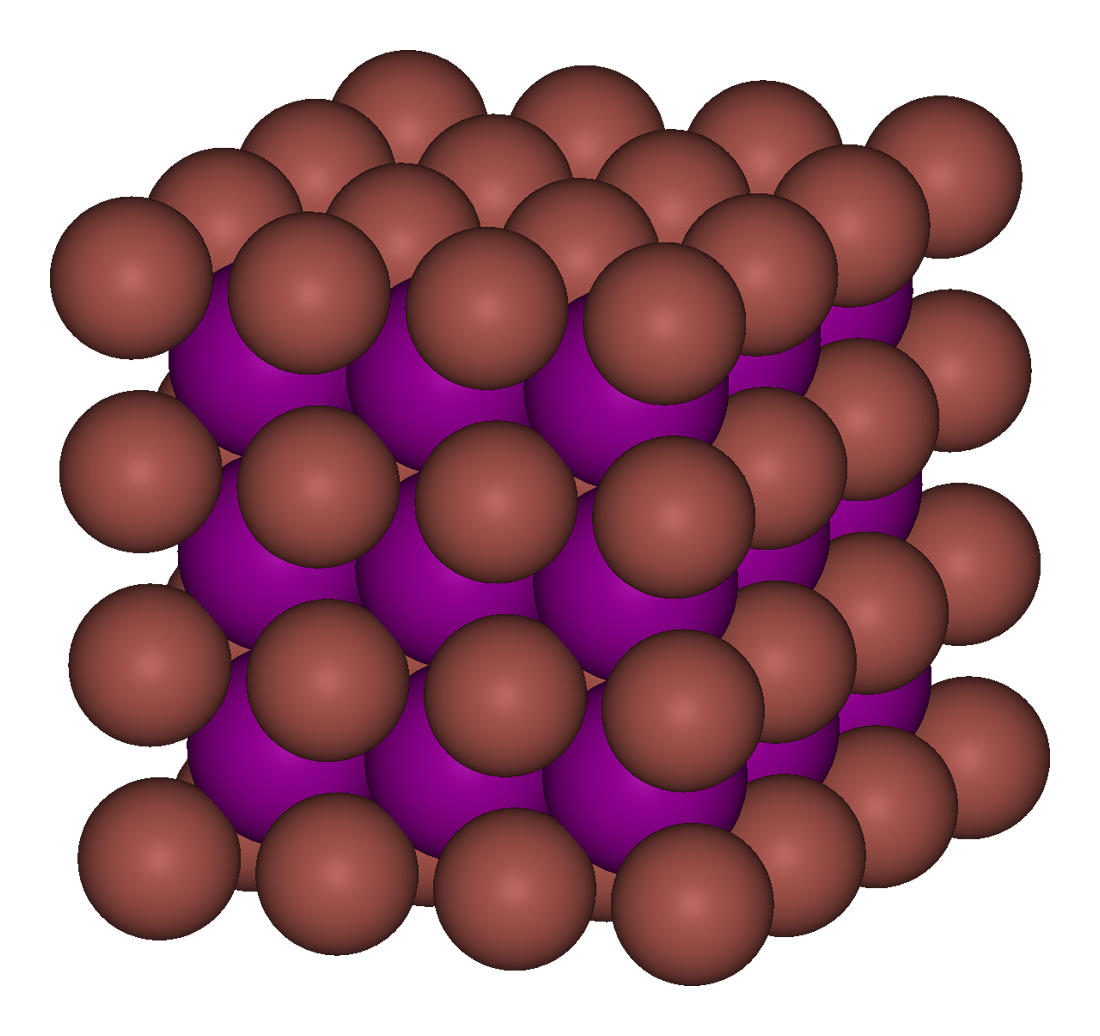
A tallium(I)-jodidnak cézium-klorid típusú kristályszerkezete van

A monohalogenidekben a tallium oxidációs száma +1. A tallium(I)-halogenidek és az analóg ezüst sók hasonlóak, például a tallium(I)-klorid és -bromid fényérzékenyek, továbbá a tallium(I)-fluorid jobban oldódik vízben, mint a -klorid és a -bromid.
Tallium-fluorid
A tallium-fluorid fényes, fehér kristályokat alkot. Kristályszerkezete rombos (deformált kősó szerkezete van a Tl+ két inert 6s2 elektronja és az F p2 elektronjainak kölcsönhatása miatt), a = 518,48; b = 609,80; c = 549,16(2) pm; Z = 4, tércsoport Pm2a. Nem higroszkópos. Tömény vizes oldata lúgos. Folyadékként sárga színű. Kissé elfolyósodik párás levegőben, de megszilárdul vízmentes alakban száraz levegőben. A többi tallium(I)-halogeniddel ellentétben nagyon jól oldódik vízben. Szobahőmérsékleten hasonló szerkezete van, mint az α-PbO-nek. 62 °C-on tetragonálissá változik a kristályszerkezete, ez 40 GPa nyomásig változatlan.
Tallium-klorid
A TlCl fényérzékeny, fehér, kristályos anyag, olvadáspontja 430 °C. Kristályszerkezete cézium-klorid típusú.
Tallium-bromid
A TlBr fényérzékeny, halványsárga, kristályos szilárd anyag, olvadáspontja 460 °C. Kristályszerkezete cézium-klorid típusú.
Tallium-jodid
Szobahőmérsékleten a TlI sárga színű, kristályos anyag, olvadáspontja 442 °C. A kristályszerkezete torz kősó, β-TlI szerkezet néven ismert. Magasabb hőmérsékleten színe pirosra, kristályszerkezete cézium-klorid típusúra változik.

## Tallium(I) vegyes halogenidek
A tallium-bromid-jodid és tallium-bromid-klorid vegyes tallium(I)-sók, elsőként 1941-ben állította elő őket R. Koops Olexander Smakula laboratóriumában. Az infravörös sugárzás továbbítására, törésére és fókuszálására szolgáló optikai egységek anyagaként használják őket a spektroszkópiában. A vörös bromid-jodid kódja KRS-5, a színtelen bromid-kloridé KRS-6. Közelítő összetételük rendre TlBr0,4I0,6, illetve TlBr0,3Cl0,7. A gyakrabban használt KRS-5 előnyös tulajdonsága, hogy viszonylag oldhatatlan vízben, és – alternatíváival, a KBr-dal, CsI-dal és AgCl-dal ellentétben – nem higroszkópos.

## Trihalogenidek
A tallium-trihalogenidek kevésbé stabilak, mint az alumínium, gallium és indium hasonló vegyületei, és kémiailag meglehetősen különböznek azoktól. A tallium-trijodidban nem +3 oxidációs számú talliumion található, hanem tallium(I)-ionból és egy lineáris trijodidionból (I3−) áll.
Tallium-trifluorid
A TlF3 fehér, kristályos anyag, olvadáspontja 550 °C. A kristályszerkezete ugyanaz, mint a β-BiF3-é és YF3-é, benne a talliumatom koordinációs száma 9. Tl2O3 F2, BrF3 vagy SF4 felhasználásával történő fluorozásával lehet előállítani 300 °C-on.
Tallium-triklorid
Az AlCl3-hoz és InCl3-hoz hasonlóan torz króm(III)-klorid szerkezettel rendelkezik. A szilárd tallium-triklorid instabil és 40 °C-on klórra és tallium-kloridra diszproporcionál. Elő lehet állítani CH3CN-ben oldott tallium-klorid és klórgáz reakciójával.
Tallium-tribromid
Instabil vegyület, 30 °C-on levegőben elbomlik. Elő lehet állítani CH3CN-ben oldott tallium-bromid és brómgáz[forrás?] reakciójával. Tallium-tribromid-tetrahidrátot elő lehet állítani, ha tallium(I)-bromid kevert szuszpenziójához brómot adunk 30-40 °C-on.
Tallium-trijodid
Fekete kristályos anyag, TlI-ból vízben oldott HI és jód reakciójával lehet előállítani. A többi tallium-trihalogeniddel ellentétben nem található benne tallium(III)-ion, hanem a CsI3-hoz hasonlóan egy tallium(I)-iont és egy trijodidiont I3− tartalmaz.

## Vegyes vegyértékű halogenidek
Nem túlságosan ismert vegyületcsoport. A vegyes vegyértékű tallium-halogenidek tallium(I)- és tallium(III)-ionokat is tartalmaznak, melyben a Tl(III) komplex anion, például TlCl4− formájában van jelen.
TlCl2
A TlITlIIICl4 képlettel írható le.
Tl2Cl3
Sárga vegyület, képlete: TlI3 TlIIICl6.
Tl2Br3
A Tl2Cl3-hoz hasonló vegyület, képlete: TlI3TlIIIBr6
TlBr2
Halvány barna szilárd anyag, képlete: TlITlIIIBr4.
Tl3I4
A tallium-trijodid tallium-jodid és jód reakciójával történő előállításának köztiterméke. Szerkezete nem ismert.

## Halogenid komplexek
Tallium(I)-komplexek
A tallium(I) oldatban alkálifém-halogenidekkel kétféle komplexet képez: (TlX3)2− és (TlX4)3−. Ezeknek a dópolt alkálifém-halogenideknek a spektrumában új abszorpciós és emissziós sávok vannak, szcintillációs sugárzás detektorok fénykeltő anyagaként használják őket.
Tallium(III)-fluorid komplexek
A NaTlF4 és Na3TlF6 sók nem tartalmaznak diszkrét tetraéderes vagy oktaéderes anionokat. A NaTlF4 fluorit (CaF2) szerkezetű, benne a NaI és TlIII atomok találhatók a 8-as koordinációjú Ca helyén. A Na3TlF6-nak kriolit szerkezete van. A talliumatomok oktaéderes koordinációjúak. Mindkét vegyületet a Na+ és Tl3+ vegyes sójának tekintik.
Tallium(III)-klorid komplexek
A tetraéderes TlCl4− és az oktaéderes TlCl63− különböző kationokkal alkotott vegyületei ismeretesek.
A négyzet alapú piramis szerkezetű TlCl52− anion sói ismertek. Érdekes módon néhány só, melyben névlegesen TlCl52− anion található, valójában Tl2Cl104− dimer aniont vagy olyan hosszú láncú, 6-os koordinációjú TlIII aniont tartalmaz, melyben az oktaéderes egységeket klórhidak kapcsolják össze, de TlIIICl4 és TlIIICl6 anionokat tartalmazó vegyes sók is ismertek.
A Cs3Tl2Cl9 sóban azonosították a Tl2Cl93− iont, melyben a talliumatomokhoz oktaéderesen 3 hídhelyzetű klóratom koordinálódik.
Tallium(III)-bromid komplexek
TlIIIBr4− és TlIIIBr63− anionoknak ismertek különböző kationokkal együtt alkotott vegyületeik. A trigonális bipiramis alakú TlBr52− anionnak számos sója ismert. Néhány só, mely névlegesen TlBr52− aniont tartalmaz, valójában a TlBr4− és Br− vegyes sói.
Tallium(III)-jodid komplexek
A TlIII anion stabil, a TlIIII4− sói ismertek.

## Fordítás
Ez a szócikk részben vagy egészben  a   Thallium halides című angol Wikipédia-szócikk fordításán alapul.  Az eredeti cikk szerkesztőit annak laptörténete sorolja fel. Ez a jelzés csupán a megfogalmazás eredetét és a szerzői jogokat jelzi, nem szolgál a cikkben szereplő információk forrásmegjelöléseként.